# Metylofenidat

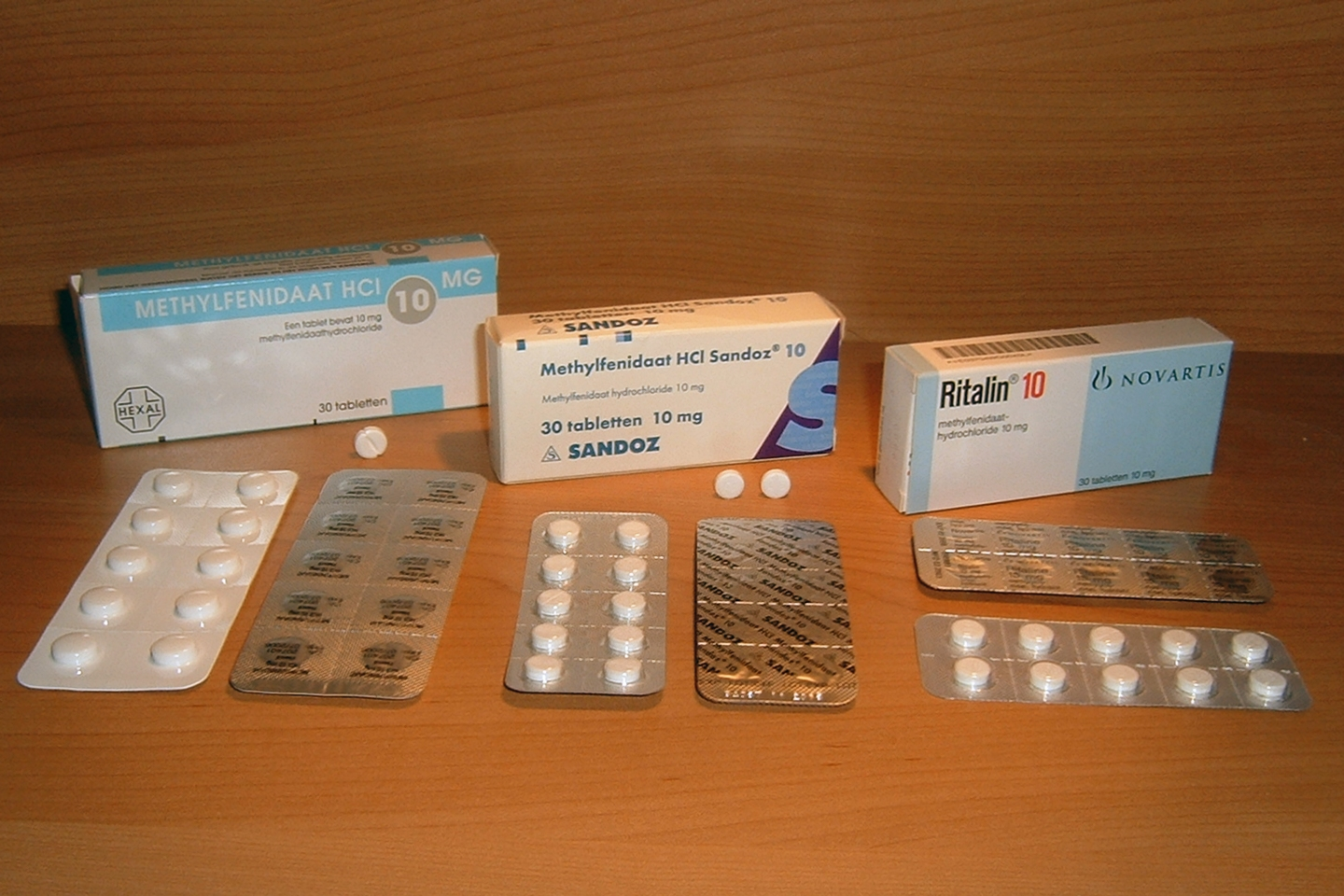
Preparaty zawierające metylofenidat

Metylofenidat (MPH) – organiczny związek chemiczny z grupy fenyloetyloamin, stosowany jako lek o działaniu stymulującym. Jest inhibitorem zwrotnego wychwytu dopaminy i norepinefryny. Używany jest w leczeniu ADHD, narkolepsji, hipersomnii idiopatycznej oraz był stosowany przy wyprowadzaniu z narkozy. Znajduje się w grupie II-P wykazu substancji psychotropowych.

## Działanie
Metylofenidat działa stymulująco na ośrodkowy układ nerwowy.
Mechanizm działania metylofenidatu nie jest do końca znany. Najprawdopodobniej przekraczając barierę krew-mózg, MPH hamuje wychwyt zwrotny dopaminy i norepinefryny, co powoduje zwiększenie stężenia tych substancji, poprzez wychwycenie i zatrzymanie białka transportującego dopaminę (DAT). Powoduje to zwiększenie pozakomórkowego stężenia dopaminy i podwyższenie dopaminergicznej neurotransmisji.

## Preparaty
Metylofenidat dostępny jest w Polsce jako:
- Atenza (tabletki o przedłużonym uwalnianiu),
- Concerta (tabletki o przedłużonym uwalnianiu, technologia OROS),
- Medikinet (tabletki o natychmiastowym uwalnianiu),
- Medikinet CR (kapsułki o zmodyfikowanym uwalnianiu),
- Symkinet MR (kapsułki o zmodyfikowanym uwalnianiu).

W innych krajach Europy lek zawierający chlorowodorek metylofenidatu jest również znany pod takimi nazwami handlowymi jak:
- Ritaline (Novartis)
- Methylphenidate (Mylan)
- Equasym (Takeda)
- Methylfenidaat (Sandoz)
- Concerta (Janssen-Cilag)

Wyłącznie w USA dostępne są również:
- metylofenidat pod nazwą Ritalin[3]
- deksmetylofenidat (d-MPH) pod nazwą Focalin[4]